# Piazza Garibaldi (film)
Piazza Garibaldi è un film documentario del 2011 diretto da Davide Ferrario.
La pellicola ripercorre l'itinerario dell'impresa dei Mille, toccando le tappe principali della spedizione in occasione del 150º anniversario.

## Trama
Il documentario si sviluppa come un road-movie partendo da Bergamo, città che ha dato il maggior numero di volontari alla spedizione, passando per la Liguria e all'isola di Caprera, dove Garibaldi fu esiliato e su cui viene descritta la figura dell'eroe dei due mondi.
Viene raggiunto il sud d'Italia con la Sicilia, partendo dalla città di Marsala e il monumento incompiuto dello sbarco, vengono descritte le varie battaglie dei garibaldini e delle truppe borboniche fino ad arrivare in Campania passando per Calabria e la Basilicata. Durante il tragitto si viene a conoscenza dei neoborboni, un movimento che esalta gli antichi fasti dei regnanti e che si sente parte offesa dello stato italiano, in quanto usurpatore e causa dell'arretratezza e sfacelo del tessuto sociale del meridione.
Viene affrontato il caso del sindaco di Capo d'Orlando, il quale nel 2008 prende a martellate la targa recante il nome di Garibaldi per cambiare il nome di una piazza e quello di un gruppo di ragazze, che passeggiano vicino a una stele in onore dei garibaldini senza averne mai letto l'iscrizione. Sempre nel Meridione vengono sottolineate le difficoltà sociali, partendo dal brigantaggio postunitario, riproposto con alcune scene dello spettacolo del parco della Grancia a Brindisi di Montagna, alla rivolta degli immigrati in Campania in risposta alla Strage di Castel Volturno del 2008.
Il documentario si conclude con La traviata di Giuseppe Verdi, sottolineando la metafora con cui il popolo italiano si risveglia dal torpore e dallo status quo solo nei momenti più difficili, quelli in cui l'intera società rischia di essere cancellata e di rimanere solo come ricordo.

## Accoglienza

### Critica
Piazza Garibaldi si propone come spunto di riflessione dell'identità italiana e si interroga di cosa è rimasto dopo l'impresa dei mille, mettendo in relazione valori e fatti tra passato e presente. La spedizione dei volontari, che diedero un importante contributo all'unificazione dello stato italiano, viene alternata alla percezione di un Paese disilluso, in decrescita demografica e tendente alla disgregazione. Durante il documentario vengono riprodotte testimonianze, appunti dei garibaldini e riflessioni lette ed interpretate da attori quali Filippo Timi, Toni Servillo, Marco Paolini e Luciana Littizzetto.